# Ed Fury

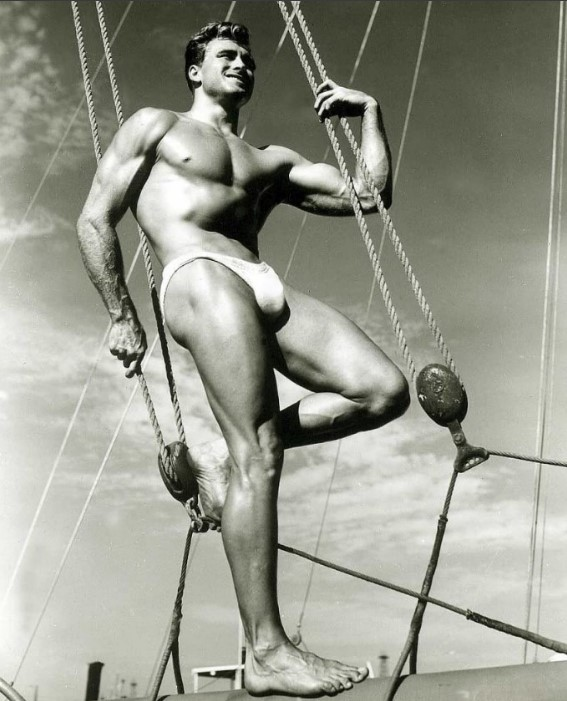
Ed Fury en 1954.

Ed Fury, de son vrai nom Rupert Edmund Holovchik (6 juin 1928 - 24 février 2023), est un culturiste, acteur et mannequin américain, célèbre pour ses apparitions dans plusieurs péplums italiens des années 1960. Il fait un retour au cinéma au début des années 1970 mais reste cantonné principalement à de petits rôles dans des séries télévisées.

## Biographie
Rupert Edmund Holovchik est originaire de Long Island. Orphelin, il part pour Los Angeles en Californie à la fin des années 1940 et participe à de nombreuses compétitions de culturisme, telles que Mr. Muscle Beach en 1951 et 1953, où il termine respectivement troisième et deuxième. Il travaille aussi comme mannequin pour les photographes Bob Mizer et Bruce Bellas (en), et apparaît dans quelques petits films pour le studio d'érotisme masculin de Mizer, Athletic Model Guild (en) (AMG). Après être apparu dans une poignée de rôles non crédités au cinéma, il tient son premier rôle important dans The Wild Women of Wongo (1958).
En 1958, il incarne un héros olympique dans la série télévisée Naked City, mais malgré cette apparition, il se retrouve sans travail pendant un certain temps. Il est arrêté en octobre après avoir été accusé d'avoir volé 50 bougies d'allumage chez Macy's et de les avoir utilisées pour agresser un vigile qui l'avait poursuivi après avoir quitté le magasin.
Dans les années 1960, à la suite du succès mondial du film Les Travaux d'Hercule avec Steve Reeves, les producteurs de cinéma italiens recherchent d'autres hommes musclés pour interpréter des héros antiques dans des péplums. Fury se rend alors en Italie et apparaît dans La Reine des Amazones (1960), Ivan le conquérant (1961), et Maciste à la cour du Cheik (1962). Il tient également le rôle d'Ursus dans trois films, La Fureur d'Hercule (1961), Maciste dans la vallée des lions (1961), et Maciste dans la vallée des dieux (1963), avant que la popularité de ce genre cinématographique ne décline et que le cinéma italien ne se tourne vers le western.

### Dernières années
Le 3 septembre 2001, Fury est honoré à Venice Beach par le département des loisirs et des parcs de la ville de Los Angeles (en) lors des célébrations annuelles de la fête du Travail aux côtés d'autres culturistes locaux ayant marqué l'industrie cinématographique tels que Gordon Mitchell, Mark Forest, Mickey Hargitay, Brad Harris, Richard Harrison, Reg Lewis et Peter Lupus. Hargitay, Mitchell et lui sont également présents ensemble au festival de péplums des archives cinématographiques et télévisuelles de l'université de Californie à Los Angeles en juillet 2003.
Fury meurt à son domicile de Woodland Hills à Los Angeles le 24 février 2023 à 94 ans. Il laisse dans le deuil sa femme Shelly,.

## Filmographie partielle
- 1956 : La Proie des hommes[8]
- 1958 : The Wild Women of Wongo[9]
- 1960 : La Reine des Amazones[10]
- 1961 : La Fureur d'Hercule[11]
- 1961 : Ivan le conquérant[12]
- 1961 : Maciste dans la vallée des lions[13]
- 1962 : Maciste à la cour du Cheik[14]
- 1963 : Maciste dans la vallée des dieux[15]